# スピン偏極STM
スピン偏極STM（スピンへんきょくSTM、Spin Polarized Scanning Tunneling Microscope）は、磁場を計測することが可能な走査型プローブ顕微鏡の一種である。磁区によるスピンを計測することができる顕微鏡として磁気力顕微鏡とスピン偏極顕微鏡がある。

## 走査型プローブ顕微鏡による磁場観察の種類と特徴
MFM
試料表面と探針の磁気モーメントによる相互作用力を見るため、分解能で制限ある。
SP-STM
トンネル効果を用いて検出を行うので、STMで到達可能な分解能が期待できる。

## MFMとスピン偏極STMの比較
| 種類            | SP-STM（スピン偏極STM）            | MFM（磁気力顕微鏡）                |
| --------------- | ---------------------------------- | ---------------------------------- |
| 得られる情報    | 磁区                               | 漏洩磁束                           |
| 空間分解能      | 0.1 nm                             | 10 nm                              |
| 試料-探針間距離 | 1 nm                               | >20 nm                             |
| 利点            | 高分解能・高感度・磁場中測定が可能 | Storeされた磁気情報の観察          |
| 欠点            | 表面に敏感                         | 磁気力測定に原子間力が影響を及ぼす |

ここで、MFMとスピン偏極STMを比べると、空間分解能でMFMが劣る様に思われるが、磁気ディスクの読み出しをはじめ、記録されたデータを読むという意味では、MFMに分がある。またスピン偏極STMが磁区情報を取得すると言う意味において考えなければならないのは、熱による揺らぎによりスピンの状態がどのようになるか、そして空間分解能で0.1 nmと言ってもそれほどではないという点に注意しなければならない。

## 基本原理
磁性材料薄膜をコーティングした探針を磁性試料表面上で走査しながら、探針―試料間の距離、及び探針―試料間に流れるスピン依存したトンネル電流を制御し検出する。探針と表面のスピンの向きが同じ場合、あるバイアスVを試料-探針間に印加すると、電流は流れやすく、スピンの向きが異なる場合、電流は流れにくい。ここで、探針を磁性体としたスピン偏極STMでは、トンネル電流は常にスピン偏極していて、電子はトンネル後もスピンを保存しようとするために、トンネル確率はスピン偏極度と磁化の向きで変化する。
また、探針または試料のスピンを固定し、コンダクタンスを調べると、試料の磁化方向を知ることが可能となる。

## 歴史
- 1990年: R.Wiesendangerらが電流一定で表面を走査した際に、表面のスピンの状態で試料ー探針距離が異なり表面のスピンが検出可能と主張[1]。
- 1998年: 強磁性体探針を用いて、Tip Biasを変化させたときのコンダクタンスの変化からスピンの状態を検出する[2]。
- 1998年: 左・右円偏光を利用したSP-STM
- 1998年: Biasを変化させ、電流像とトポ像取得する方式[3]。

## 現在の主流
Biasを変化させ、電流像とトポ像取得する方式 (CITS) が再現性がよくもっとも良い方法と考えられている。

## 問題点
STM同様表面に敏感、または酸化膜などがある場合は表面の観察が不可能。
円偏光を利用したスピン偏極STM
- 励起光の偏光角を変えた時に位置や強度がずれやすい。
- ビームスポットのひずみが起こりやすい。
- ビューポートを光が通過する際に、偏光に依存した透過率変化がおき、再現性に問題がある。
- 照射光が試料にもあたる為、試料の円偏光角度に依存した　スピン偏極が起こる可能性がある[4]。

## 主に用いられる探針の種類
- 強磁性探針
  - Gd薄膜、GdCo薄膜 - 薄膜面内に垂直なスピンに対して感度がある
  - Fe薄膜探針 - 薄膜面内のスピンに対して感度がある
- 反強磁性探針
- 半導体探針[5]